# Cart (película)
Cart (en hangul, 카트; romanización revisada, Kateu) es una película surcoreana de 2014 dirigida por Boo Ji Young. Acerca de los empleados de un supermercado minorista que se unen cuando los trabajadores contratados son despedidos, es tanto un drama coral y una crítica social.
Hizo su estreno mundial en el City to City: Seoul sidebar of the 2014 Toronto International Festival Film. Cart también se estrenó en el 19th Busan International Film y el 34th Hawaii International Film Festival.

## Argumento
Sun Hee, una cajera veterana y madre de dos hijos, trabaja en un gran supermercado minorista junto Hye Mi, una madre soltera. Ambas son amables con Soo Rye, una señora de limpieza que está a punto de jubilarse, y todos ellos son trabajadores temporales. Sun Hee es una empleada modelo que trabaja con diligencia en la creencia de que una vez que se promueve como un trabajador normal, que va a ser capaz de ofrecer más a sus hijos. Sin embargo, su empleador corporativo abruptamente les notifica que todos los trabajadores temporales serán despedidos. Frente a estos despidos abusivos, Sun Hee, Hye Mi, Soon Rye, y las empleadas compañeras Ok Soon y la veinteañera Mi Jjin, asisten a una huelga. Ponen en escena una serie de protestas cada vez más apasionadas contra las prácticas de explotación de la empresa, que gana más fuerza cuando el mánager junior, Dong Joon, el único representante masculino del sindicato de trabajadores de la tienda, se une. La tímida y pasiva Sun Hee, que se encuentra a sí misma empuje al frente de las manifestaciones, descubre dentro de sí misma los recursos sin explotar de la determinación y la capacidad de recuperación, el cual tiene un efecto inesperado en la relación con su hijo en edad escolar de alta distanciado, Tae Young. Pero a medida que las mujeres se dan cuenta del poder que pueden ejercer mediante la adopción de una posición común, la empresa enfrenta a los trabajadores unos contra otros y Hyemi, el líder de la huelga, sucumbe a la presión de la compañía y se da por vencido.

## Elenco
- Yum Jung Ah como Sun Hee.[8]
- Moon Jung Hee como Hye Mi.
- Kim Young Ae como Madam Soon Rye.
- Kim Kang-woo como Dong-joon.
- Do Kyung Soo como Tae Young.[9]
- Hwang Jeong Min  como Ok Soon.
- Chun Woo Hee como Mi Jin.
- Lee Seung Joon como Chef Choi.[10]
- Ji Woo como Soo Kyung.
- Park Soo-young como director del supermercado.[11]
- Song Ji In como Ye Rin.
- Hwang Jae Won como Min Soo.
- Kim Soo An como Min Young.
- Kim Hee Won como Jefe de tienda de convivencia (cameo).
- Kil Hae Yeon como Cliente (cameo).

## Antecedentes
La película está inspirada en gran parte por un incidente de 2007 en el que Homever, una cadena de supermercados propiedad de E-Land Group, despidió a los trabajadores temporales, en su mayoría mujeres, y se reemplaza con empleados tercerizados para eludir una nueva ley que requiere que los empleados recibirán situación regular de trabajo después de un cierto período. Los empleados despedidos y sindicatos se declararon en huelga en frente del supermercado por 512 días hasta que se resolvió el asunto, con algunos empleados reincorporados. El director Boo Ji Young estudió también la difícil situación de irregular personal de limpieza en las principales universidades de Corea, incluyendo Hongik y Yonsei.

## Premios y nominaciones
| Año  | Premio                          | Categoría                          | Receptor       | Result   |
| ---- | ------------------------------- | ---------------------------------- | -------------- | -------- |
| 2014 | 15th Women in Film Korea Awards | Woman of the Year in Film          | Yum Jung Ah    | Ganadora |
| 2015 | 10th Max Movie Awards           | Best New Actor                     | Do Kyung Soo   | Nominado |
| 2015 | 20th Chunsa Film Art Awards     | Best Actress                       | Yum Jung Ah    | Nominada |
| 2015 | 20th Chunsa Film Art Awards     | Best Screenplay                    | Kim Kyung Chan | Nominado |
| 2015 | 9th Asian Film Awards           | Asian Film Award for Best Newcomer | Do Kyungsoo    | Nominado |